# Alexander Dargatz
Alexander Dargatz (Francoforte, 1977) è un culturista tedesco, vincitore assoluto nella classe Fitness del campionato mondiale della World Fitness Federation (WFF) il 3 dicembre 2005.

## Biografia
Alto 186 cm, all'epoca pesava 86 kg. È anche medico, ma non praticante.
Partecipa a competizioni dal 1998. È testimonial dell'organizzazione animalista PETA che nel 2008 lo ha nominato "vegetariano tedesco più sexy". Dargatz è difatti vegano dal 2000 per ragioni etiche, ecologiche, spirituali e di salute (in quest'ordine di importanza, secondo quanto da lui stesso affermato) ed è noto per come coniuga culturismo e filosofia vegana.